# Ponte Cittadella
Il ponte Cittadella, o Ponte Tanaro, o dal 2016 Ponte Meier, è un ponte di Alessandria. L'unione delle due sponde cittadine del fiume Tanaro è da sempre una storia densa di avvenimenti estremi, e ha rivestito nei secoli un'importanza decisiva sul territorio per la sua funzione strategica di collegamento tra la città, il quartiere di Bergoglio prima, la Cittadella militare dopo, e le vie di comunicazione con Asti, Casale e il Monferrato. Almeno quattro sono, nei secoli, le principali demolizioni e successive ricostruzioni del ponte. L'ultima demolizione è avvenuta nel 2009 e i lavori del nuovo ponte, progettato da Richard Meier, sono durati 4 anni, dal 2012 al 2016.

## Storia

### XI secolo
Nell'XI secolo, in prossimità dell'ansa del Tanaro, area di fronte alla quale si attesta Bergoglio, si suppone già esistesse un "porto traghetto", un sistema di barche e corde che permettesse di attraversare il fiume e che unisse Bergoglio a Rovereto. Bergoglio e Rovereto sono stati due degli otto loci che fondarono la città di Alessandria un secolo più tardi.

### Il ponte di legno

#### XII secolo
Nel XII secolo - a seguito della fondazione della città - nel medesimo punto, viene realizzato il primo ponte in legno, la cui costruzione è documentata l'8 novembre 1168. Negli Annali di Alessandria redatti da Girolamo Ghilini si legge: [...] « hauendo gli Alessandrini più volte in pubblico Consiglio trattato, e proposto di fare il Ponte di pietra, che prima era di traui & assi fatto posticcio sopra il fiume Tanaro, che diuide Alessandria da Borgoglio [...]». Nel 1184 l'imperatore Federico Barbarossa si riserva la riscossione del pedaggio sulla circolazione delle merci, indizio che fa supporre il completamento della struttura. 

#### XIII secolo
In età comunale, dall'ultimo quarto del Duecento, Alessandria dispone ormai liberamente della riscossione del pedaggio, normato dal codice degli Statuti della città.

#### XIV secolo
Nel 1316 la nobiltà alessandrina, preoccupata dalle continue lotte contro il Monferrato e Asti, scelse di mettere la città sotto la protezione dei Visconti che, nel 1348, la inglobarono tra i propri territori. Successivamente Alessandria appoggiò i Visconti nella guerra contro la Francia ed entrò a far parte del Ducato di Milano sotto il dominio di Gian Galeazzo.
In questo contesto, e per tutto il Trecento, il ponte permane ligneo e, nell'ambito del riassetto delle difese voluto dai Visconti, vengono costruite le rocchette turrite sulle sponde opposte del Tanaro.

### Il ponte in pietra

#### XV secolo
Il 13 settembre del 1450 il Duca di Milano Francesco Sforza concede alla città di Alessandria di riscuotere per un triennio le entrate del dazio della scannatura, cioè dei macelli, per la costruzione di un ponte in pietra sul Tanaro. Il Duca si impegnò inoltre a versare alla città 500 fiorini all'anno, mentre Alessandria si impegnerà a contribuire alla spesa con 1000 fiorini.
La prima pietra del ponte fu collocata il 25 ottobre 1455 presenti Emanuele Trotti, Alberto Guasco, signore di Alice e Antonio I Guasco, marchese di Bisio. I lavori, svolti tra il 1455 e il 1488, sono affidati agli ingegneri ducali Guiniforte e Pietro Antonio Solari. L'impresa fu caratterizzata da varie difficoltà e numerosi incidenti, tanto che allo scadere del XV secolo risulta innalzata solo una parte delle arcate lapidee, mentre un tronco del ponte rimane ligneo. Due inondazioni di rilievo del Tanaro, nel 1463 e nel 1486 rallentarono in tutte e due i casi il compimento ormai prossimo dell'opera, per cui il ponte fu perfezionato solo al termine del XV secolo.
Il 10 agosto 1497 vi fu una deliberazione del Consiglio degli Anziani, amministratori della città, per la ricostruzione di quattro arcate crollate del ponte a causa dell'inondazione del 1486. Il sodalizio al quale vennero affidati i lavori si impegnò a consegnare il ponte entro l'anno 1500.

#### XVI secolo

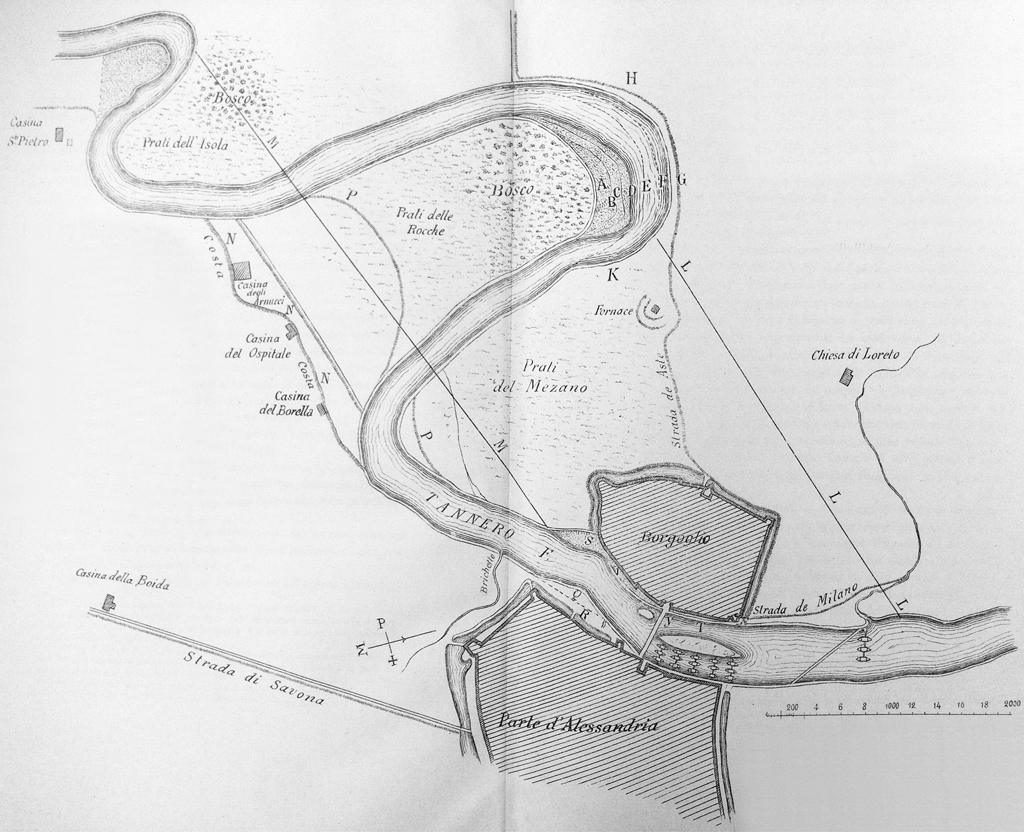
Disegno raffigurante la città di Alessandria e il quartiere di Bergoglio divisi dal fiume Tanaro e uniti dal ponte. 1593

Con l'avvento della dominazione spagnola la struttura assume nuovi significati legati alla difesa. Salvaguardare l'abitato, ma soprattutto il borgo e il ponte, sarà uno dei principali problemi degli ingegneri militari giunti in città.
Nel frattempo, nel 1542, un'altra esondazione del fiume portò via due arcate del ponte. 17 luglio 1549 gli Anziani rilasciano una quietanza al tesoriere Bernardino Gavigliani per somme ricevute e destinate alle riparazioni del ponte "de la porta da Tanero verso Bergoglio". 
Alla fine degli anni '70 del XVI secolo, Pellegrino Pellegrini, figura di primo piano nel panorama architettonico dell'epoca, dirige il cantiere di completamento delle arcate in pietra. Il ponte tornò nuovamente agibile solo nel 1588, ma dopo aver ancora subito altri danni dell'alluvione del 1584.
Il fiume Tanaro tende a spostarsi verso nord e Giovan Battista Clarici propone di raddrizzare il corso per 2,5 km. Tra il 1599 e 1603 vengono eseguiti tre tagli sul corso del Tanaro.

#### XVII secolo

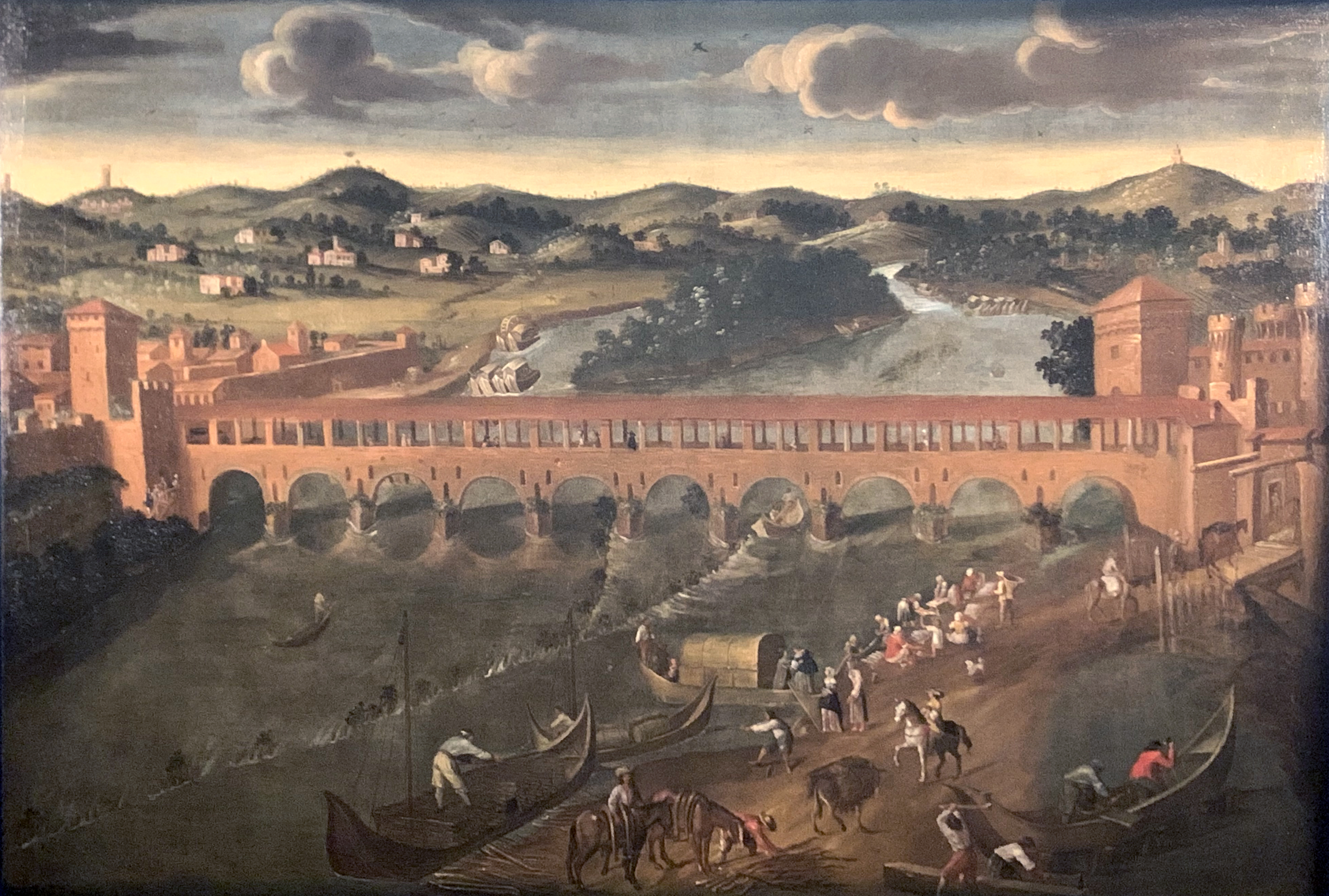
Raffigurazione del ponte coperto nel XVII secolo. Anonimo, olio su tela

All'inizio del seicento il ponte venne dotato di una nuova pavimentazione e gli fu costruita una copertura (simile al ponte Coperto di Pavia) che ne fece una rarità nel suo genere divenendo un vanto per gli alessandrini.
Durante questo secolo si susseguono le opere di manutenzione e sono documentate altre esondazioni e altri problemi per la struttura. Il dipinto del Museo Civico di Alessandria qui riprodotto, ben illustra il suo aspetto a quell'epoca: un attraversamento su dieci arcate coperto da una tettoia in legno.

#### XVIII secolo
Una nuova ricostruzione è documentata agli inizi del settecento. Nel 1707 Eugenio di Savoia chiamò ad Alessandria l'ingegnere milanese Giacomo Solari perché curasse la riattivazione del ponte.
Il 31 maggio 1707 sono presentati i Disegni e calcolo della spesa necessaria per la costruzione del ponte d'Allessandria fatti dal sig. Ingegnere (sic) Solari e rimessi li 31 maggio 1707. Venne dunque ricostruito secondo l'interessante progetto del Solari ma appena due anni dopo le acque in piena del Tanaro ebbero nuovamente la meglio sul ponte.
Nel 1731 l'amministrazione comunale fece un ricorso al Re di Sardegna per ottenere una tassa detta pontaggio, da pagarsi esclusivamente dai forestieri che attraversassero il Tanaro. Questa tassa era necessaria, secondo l'amministrazione comunale, per raccogliere sufficienti risorse al mantenimento del ponte di barche, o di un porto fluviale, in attesa della ricostruzione del ponte. Venne inoltre chiesto che il ponte fosse costruito in cotto per evitare la grandiosa commune spesa d'altre costruzioni e successive manutenzioni.
Con il XVIII secolo la storia del ponte si intreccia, oltre che con i capricci del Tanaro, con le vicende belliche che si susseguirono sul territorio alessandrino e con la nuova Cittadella edificata dai Savoia dopo aver raso al suolo l'antico quartiere di Bergoglio.
Nel 1746 a causa della Guerra di successione spagnola si determinarono le condizioni, per esigenze militari, per l'abbattimento del ponte da poco, in parte, ricostruito in legno.
Verso la fine degli anni settanta del XVIII secolo finalmente si arrivò alla completa ristrutturazione in pietra del ponte e della sua copertura. Il progetto fu affidato a Giovanni Battista Gianotti.
Si susseguono negli anni opere più o meno importanti di manutenzione e nel 1798 viene prodotto un documento per la Misura finale de lavori e provvisioni fatte a beneficio del ponte sul Fiume Tanaro dall'Impresaro Carlo Ambrosolio. I lavori concernevano nel rifacimento a coppi della copertura del ponte.

#### XIX secolo

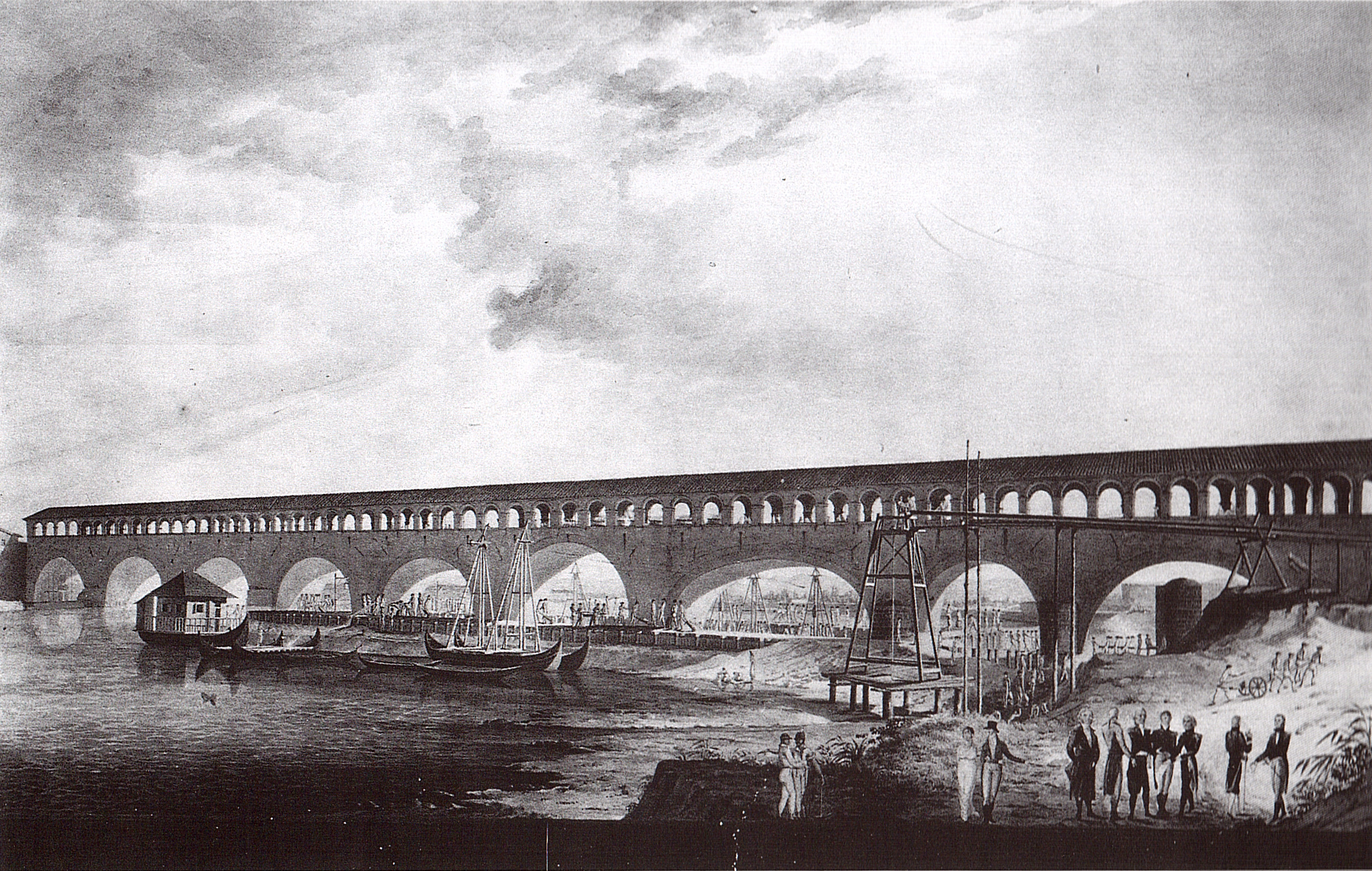
Veduta dell'antico ponte in pietra coperto, XIX secolo

Durante il periodo napoleonico altre opere di ristrutturazione vennero effettuate per opera dell'ingegnere napoleonico François de Chasseloup-Laubat il quale rinforzò i piloni e fece costruire una passerella sotto le arcate, a pelo d'acqua, come transito pedonale.
Nel 1848 un altro evento bellico segnò le sorti del ponte. Per il timore di un'avanzata austriaca, che a Custoza aveva sconfitto l'esercito piemontese, i comandanti militari della Cittadella decisero malauguratamente di abbattere la copertura del ponte. La demolizione avvenne il 2 agosto 1848.
La storia travagliata del ponte in pietra, che vide la luce più di quattro secoli prima, si chiuse senza più appelli nel 1889 quando venne definitivamente abbattuto.

### Il "nuovo" ponte

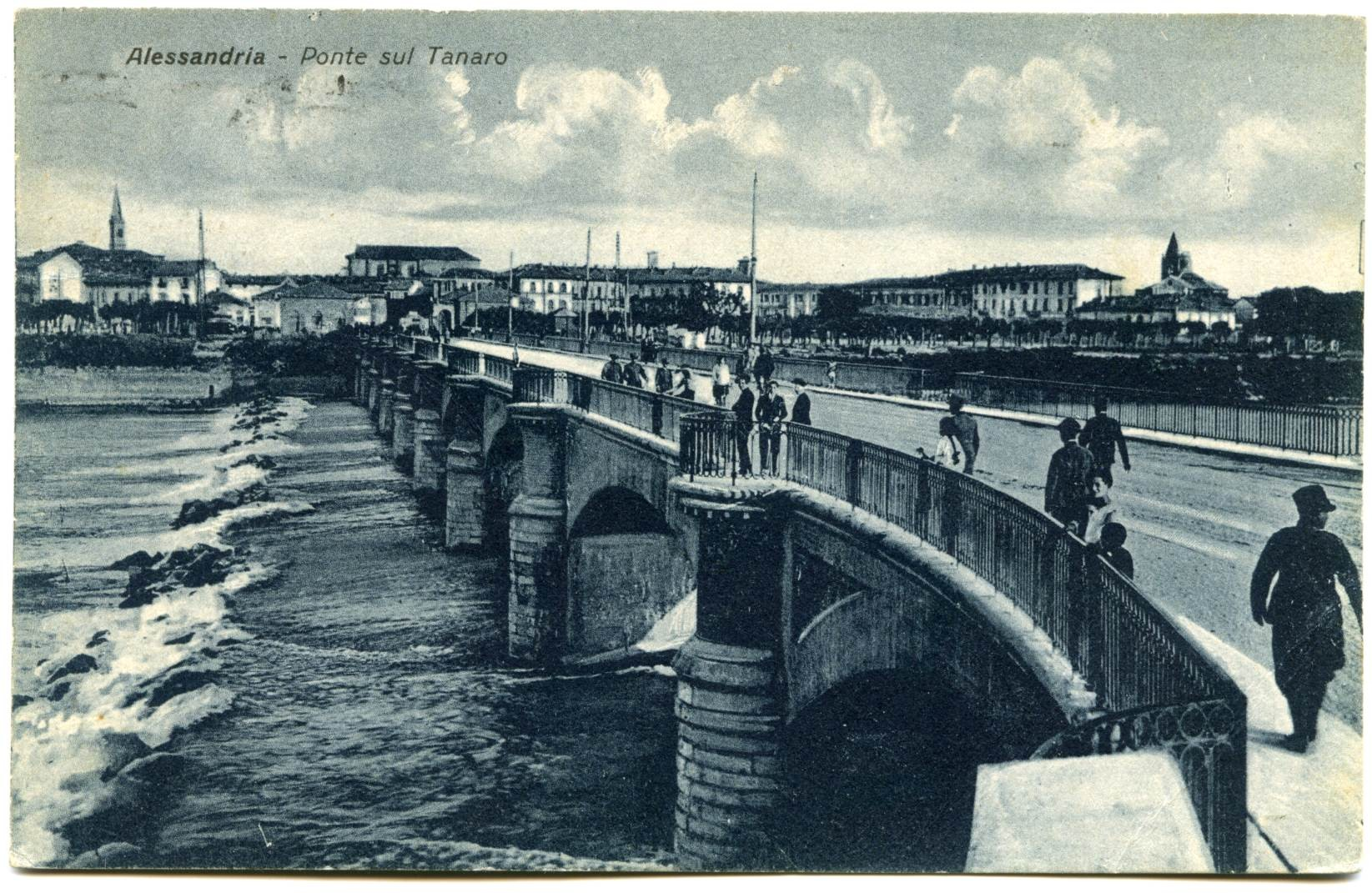
Il "nuovo" ponte. Anni '20, ca.

#### XIX secolo
Il 18 dicembre 1891 fu inaugurato il nuovo ponte sul Tanaro detto Cittadella. Il ponte fu costruito in mattoni pieni e pietra. Era stato progettato per essere facilmente tagliato nell'eventualità di attacchi e avanzate nemiche dalla parte est, così da aumentare ancora di più l'efficienza difensiva della Cittadella militare. Il punto del fiume all'altezza della Cittadella è molto largo e incassato dalle sponde, incidendo maggiormente sull'efficacia difensiva generale, e consentendo una barriera naturale sotto il fuoco della fortezza.
La demolizione del ponte coperto e la conseguente costruzione del nuovo ponte Cittadella furono accompagnate in città da notevoli critiche, polemizzando sull'ingente finanziamento - circa L. 300.000 (circa 1.200.000,00 euro) - destinato dall'Amministrazione Provinciale di Alessandria alla costruzione del nuovo ponte.

#### XX secolo
L'Alluvione del Tanaro del 1994 è stata un avvenimento disastroso per Alessandria, provocando la morte di undici persone oltre a danni ingentissimi sia alle abitazioni private che alla struttura economica cittadina. Anche in questa occasione, come già molte altre volte nei secoli passati, il ponte subì danni alla struttura per la forza delle acque.
Terminato il periodo di emergenza dopo l'alluvione del 1994 si cominciarono a porre le questioni in merito al ponte Cittadella e alle cause dell'esondazione devastante del Tanaro. Non è ancora definitivamente chiaro se le campate del ponte siano state fra le cause dell'esondazione cittadina del fiume, ma il tema è stato ed è oggetto di accese controversie. Alcuni sostengono che il ponte abbia funzionato da diga di sbarramento, grazie alle sue numerose campate e pilastri, deviando in città l'esondazione; altri sostengono che il problema non sia stato il ponte, ma altri fattori abbiano concorso all'alluvione.
Il sindaco di Alessandria del periodo, Francesca Calvo, scelse la propria strada e diede incarico nel 1996 all'architetto Richard Meier di progettare un nuovo ponte, a campata unica, da costruire in sostituzione di quello esistente. Furono poste le prime basi per la creazione del quarto ponte sul fiume Tanaro dalla fondazione della città.

#### XXI secolo

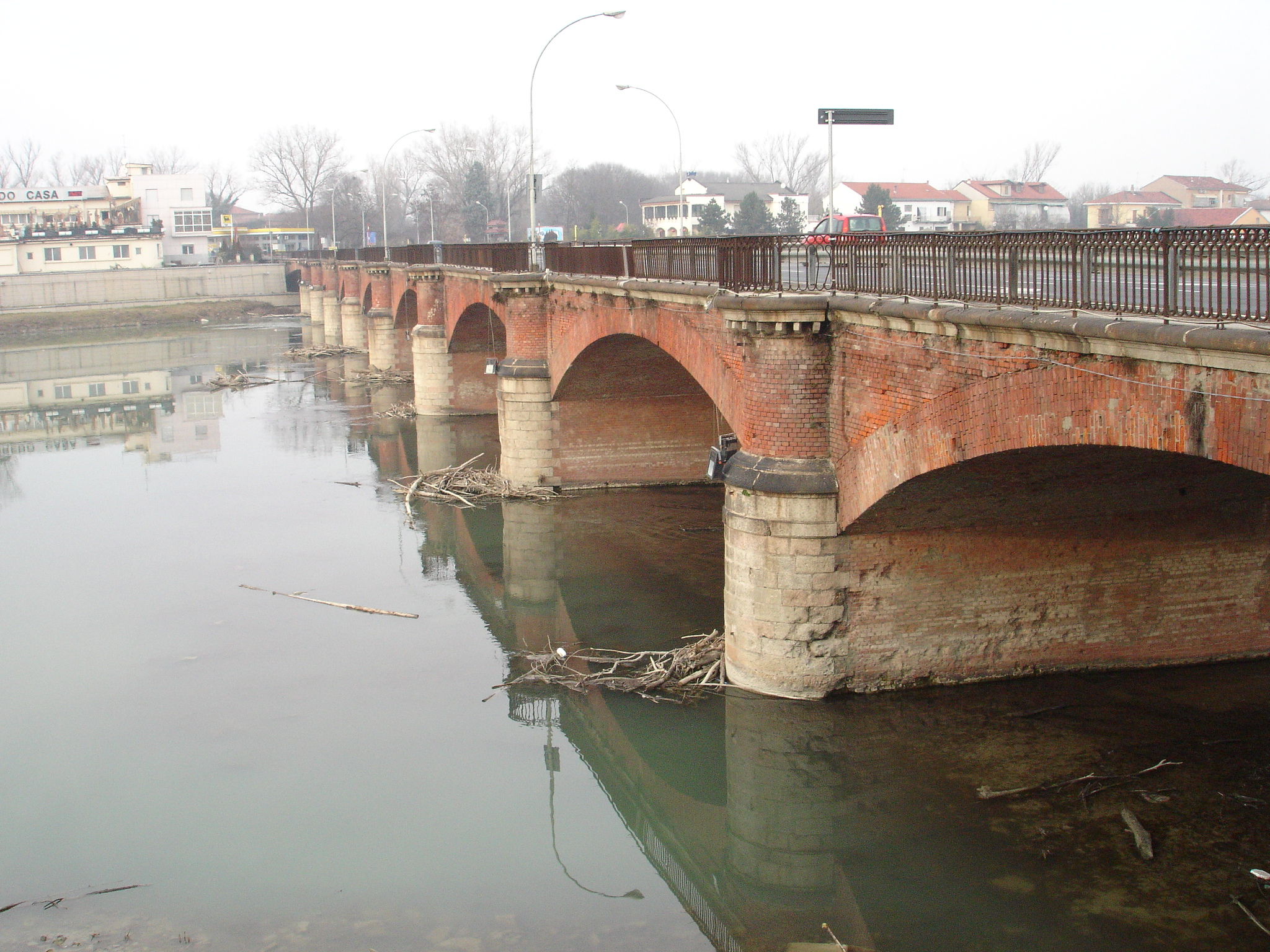
Il ponte Cittadella come si presentava prima della demolizione del 2009

Dopo anni di intensi dibattiti, di temporanee chiusure alla viabilità del ponte, di piene del fiume, si decise la sua demolizione, avvenuta a partire dal 7 agosto del 2009, per problemi relativi alla sicurezza della sua staticità. La demolizione è stata finalizzata con la firma di un protocollo d'intesa tra la Presidenza del Consiglio dei Ministri - Dipartimento della Protezione Civile, l'Autorità di bacino distrettuale del fiume Po, la Regione Piemonte, la Provincia di Alessandria, il Comune di Alessandria, l'Agenzia Interregionale per il fiume Po.

### Il "Ponte Meier"

#### XXI secolo
Il progetto del nuovo ponte Cittadella di Richard Meier prevede un'unica campata di 176.121 metri composta da tre elementi principali:
- arco;
- piattaforma pedonale;
- piattaforma stradale.

Le due piattaforme sono tra di loro separate. Questi elementi sono curvati attorno ad uno spazio vuoto centrale a “forma di mandorla” e interconnessi attraverso travi e cavi d'acciaio che configurano il modello strutturale. L'arco, alto 30 metri e collocato approssimativamente lungo l'asse centrale del ponte, è l'elemento principale di assorbimento dei carichi ed è inclinato verso la piattaforma pedonale. Il ponte prevede la separazione del traffico veicolare da quello pedonale. La carreggiata stradale è formata da tre corsie veicolari ed è larga 10,50 metri. La piattaforma pedonale segue l'asse del precedente ponte, ha una larghezza che varia tra i 13 e i 7 metri ed è realizzata con una pavimentazione in legno. Lo spazio vuoto centrale, interconnesso attraverso cavi e puntoni, è il principale elemento torsionale che sopporta gli effetti rotazionali causati dai carichi sbilanciati delle piattaforme. La struttura è interamente realizzata in acciaio.
Il ponte è stato inaugurato il 23 ottobre 2016 con il tradizionale taglio del nastro da parte delle autorità cittadine. Il transito veicolare è invece stato consentito a partire dal giorno seguente.

## Galleria d'immagini

### Il ponte di pietra

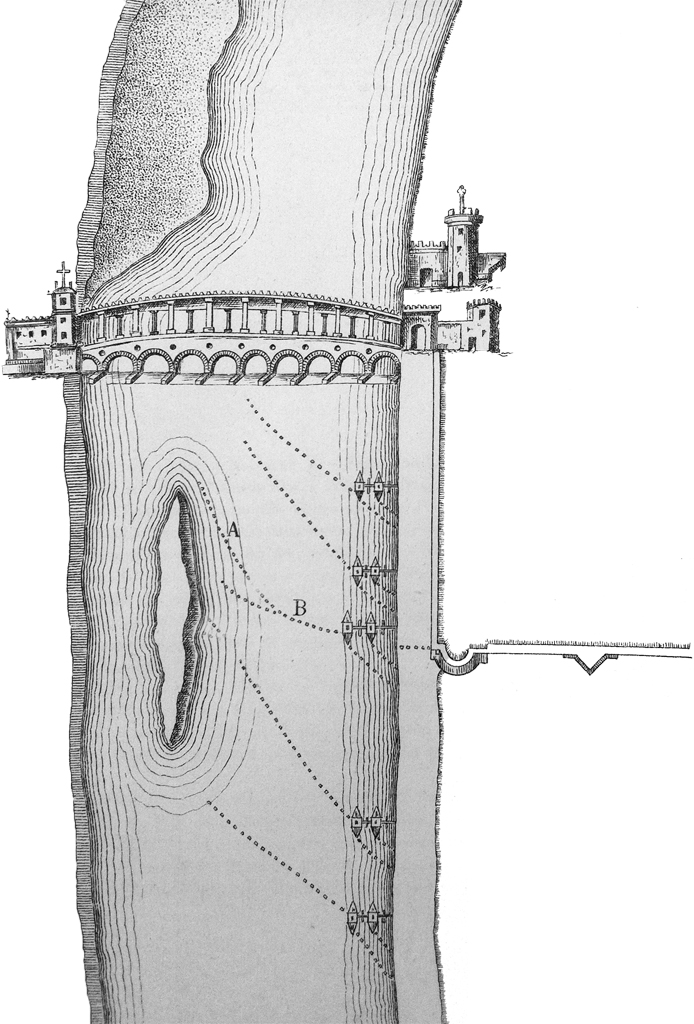
Disegno del ponte in pietra sul Tanaro. Prima metà del seicento.
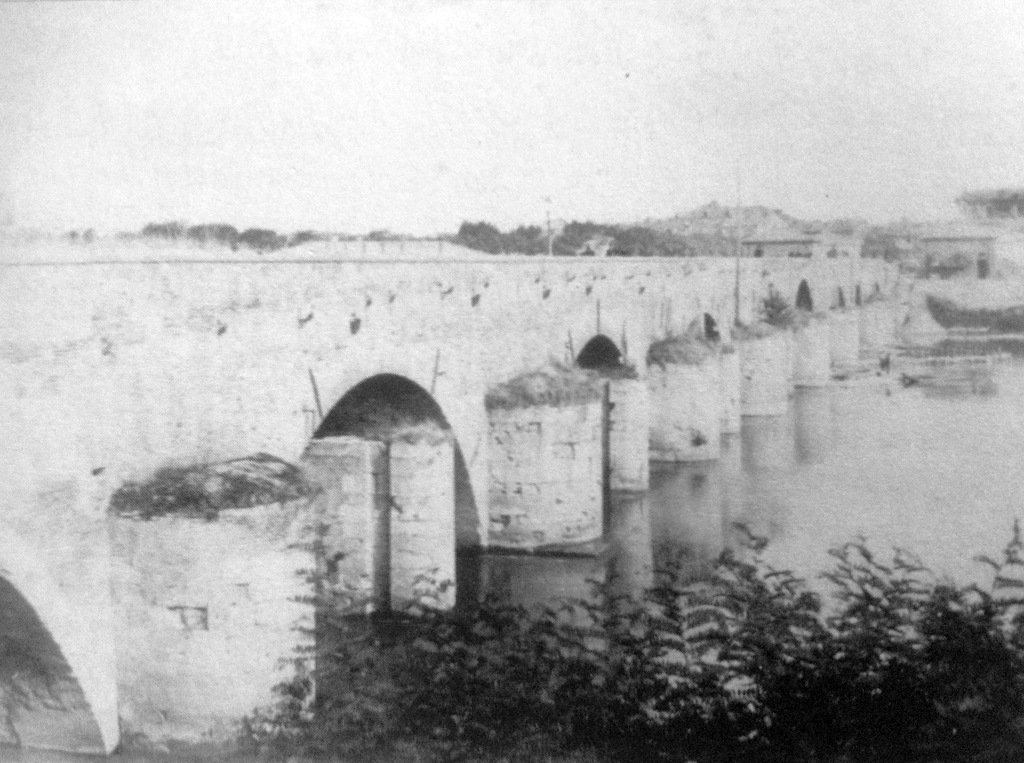
Il ponte in corso di demolizione. 1888

### Il "nuovo" ponte

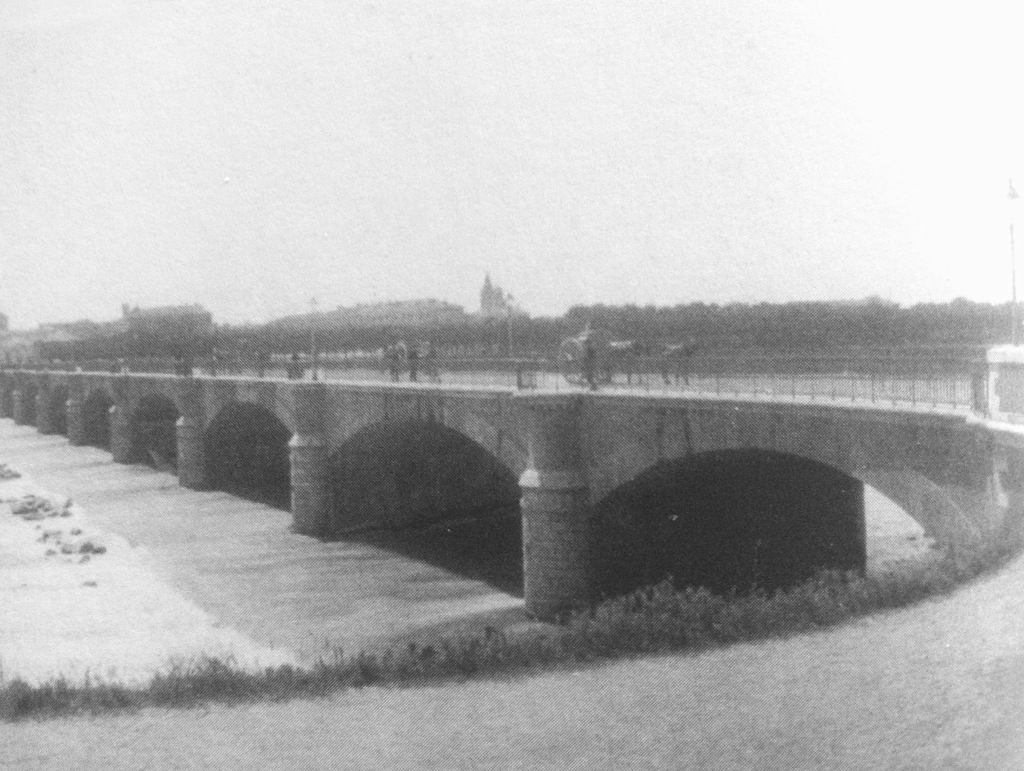
Il "nuovo" ponte inaugurato nel 1891.
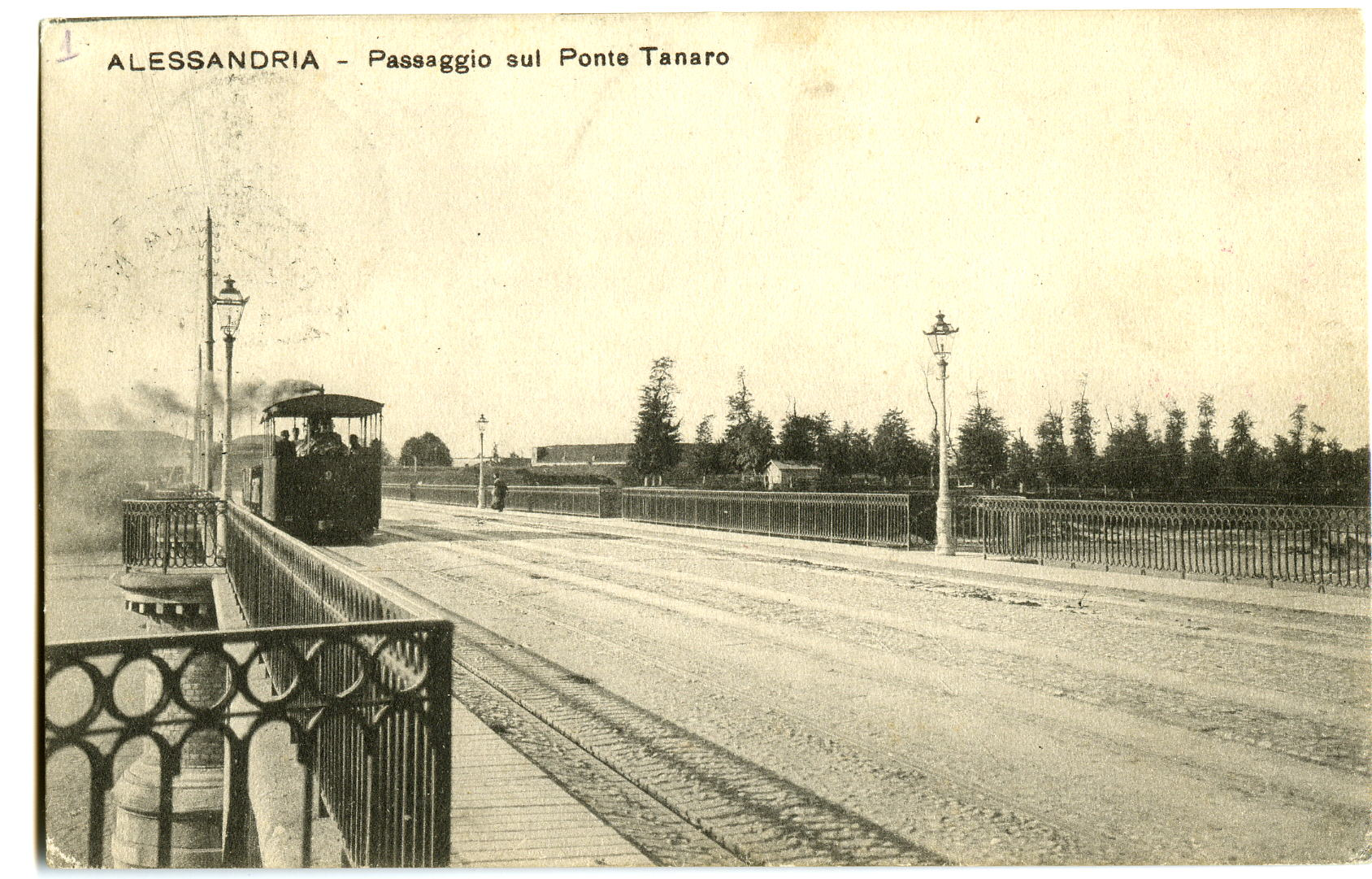
Il tram a vapore di passaggio sul ponte
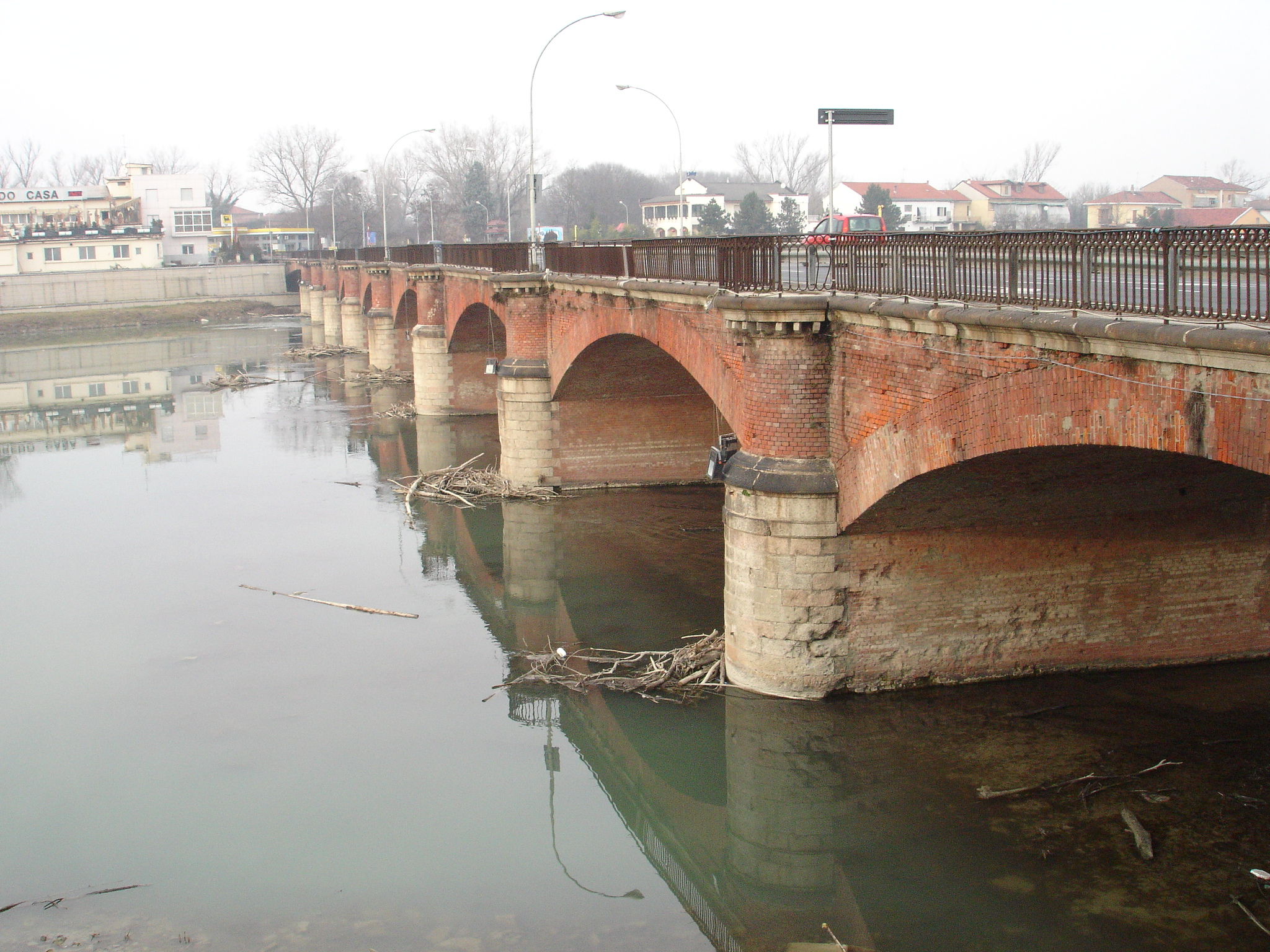
Il ponte pochi anni prima della sua demolizione.
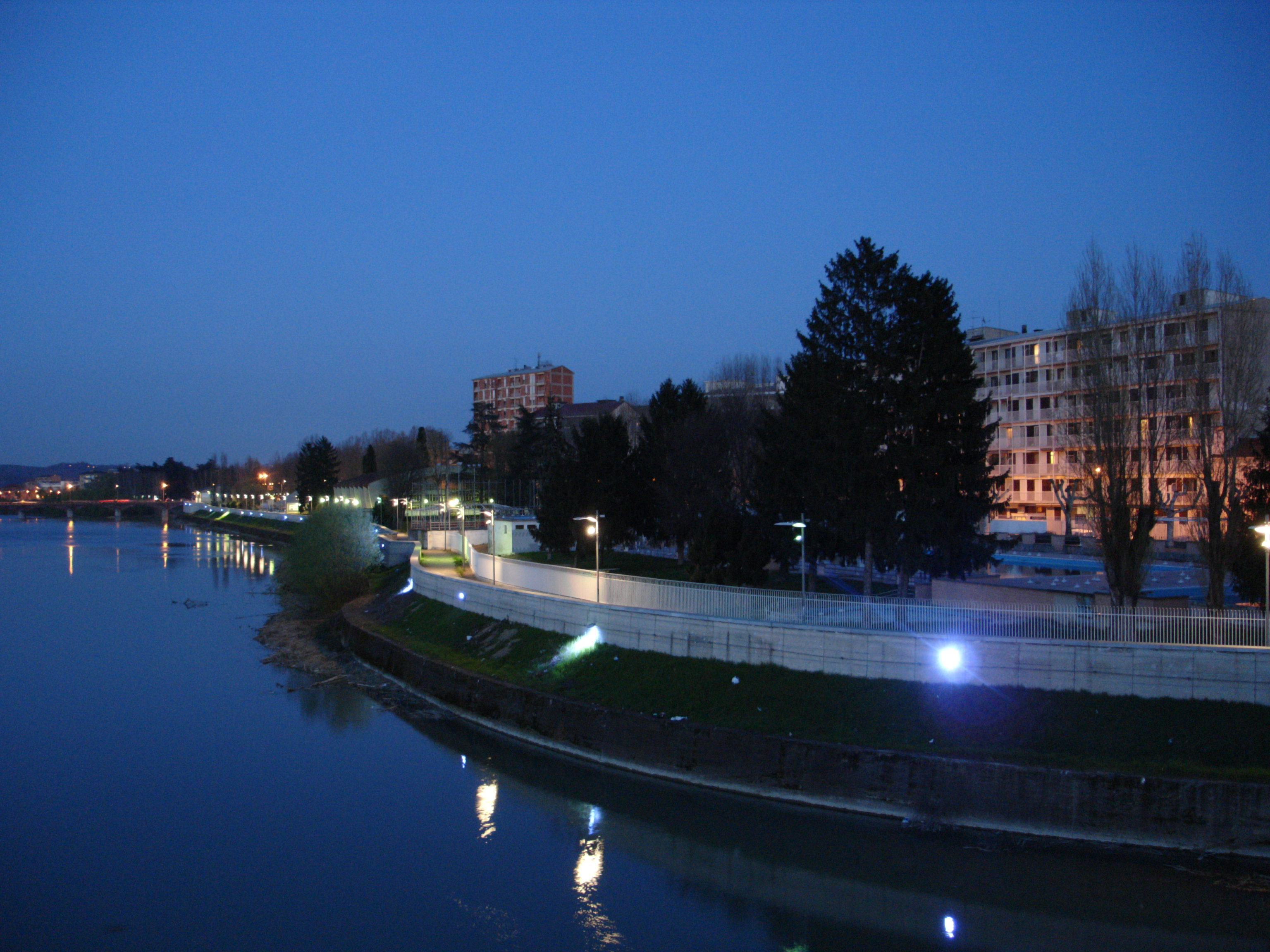
Scorcio del Tanaro, sullo sfondo il ponte.
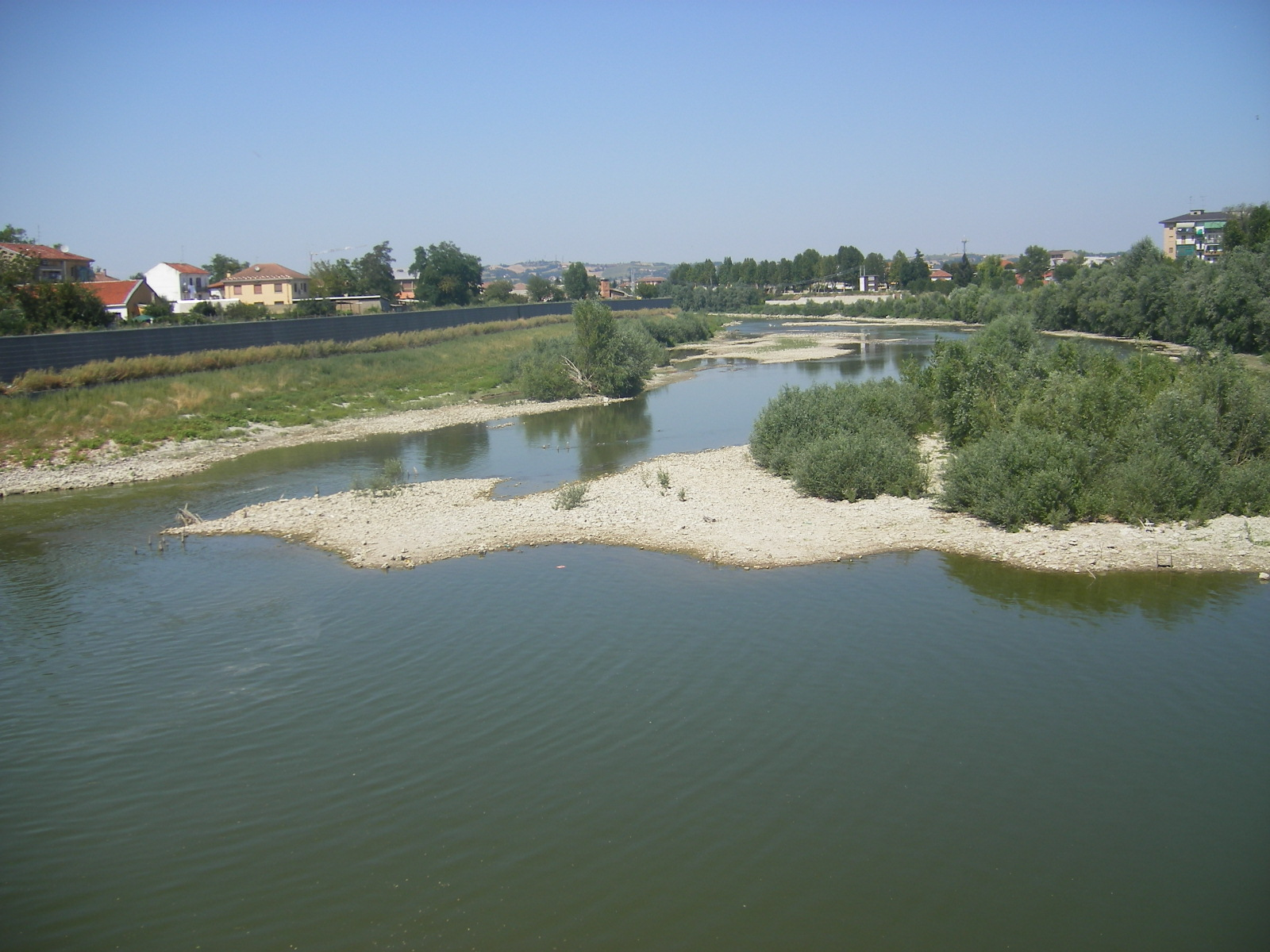
Scorcio del Tanaro a valle del ponte.

### Il ponte Meier

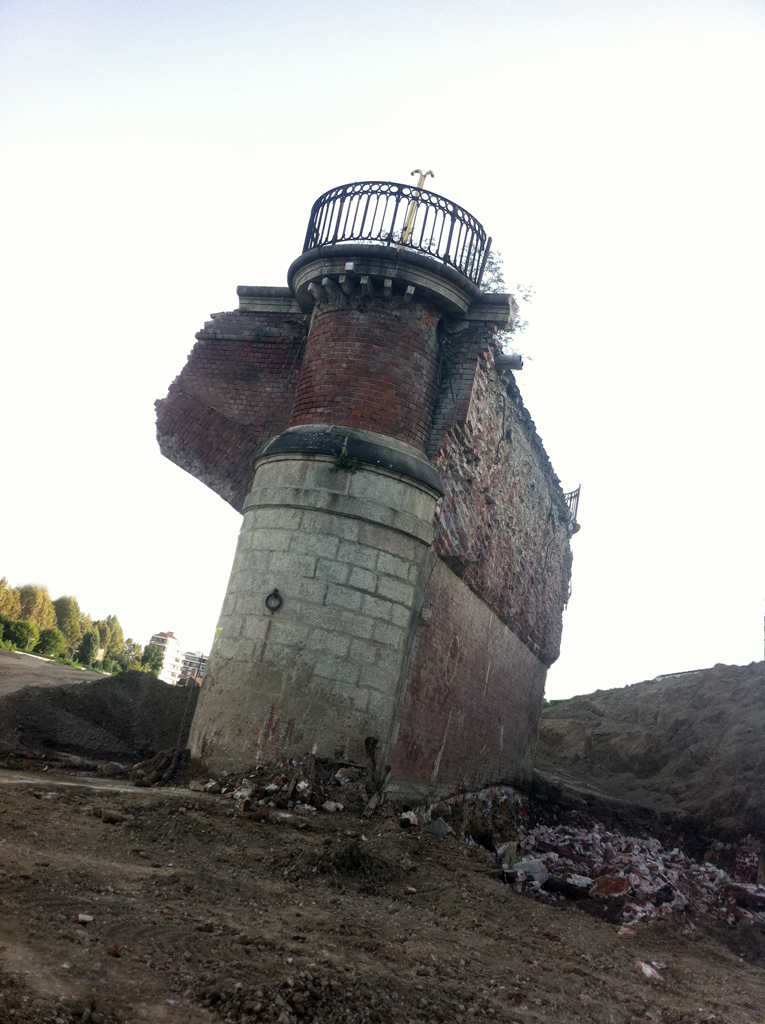
Cantiere del nuovo "ponte Meier". Pilastro del vecchio ponte verso la Cittadella di Alessandria
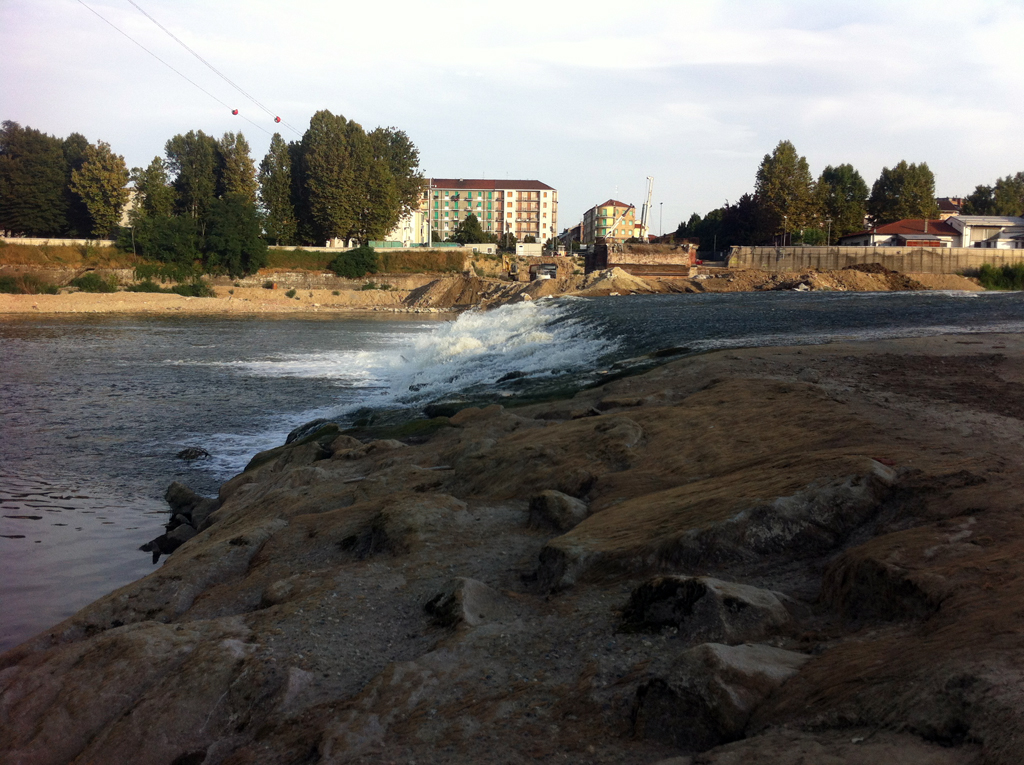
Cantiere del nuovo "ponte Meier". Sullo sfondo Alessandria
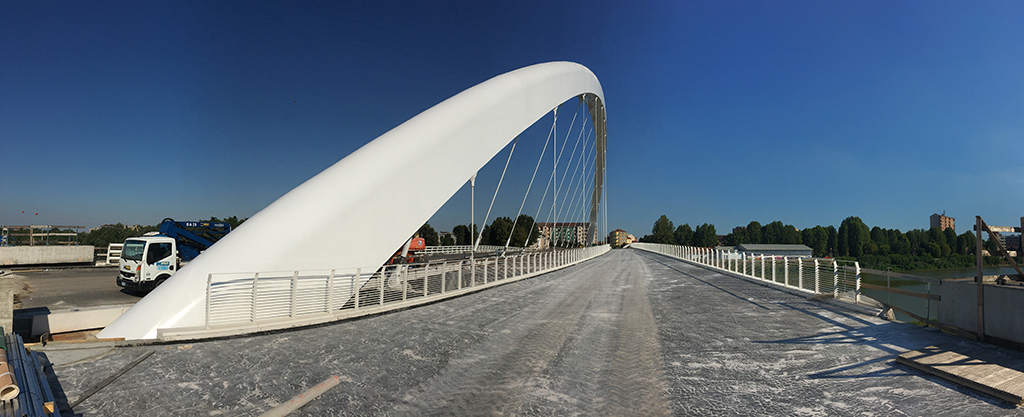
Piattaforma pedonale del nuovo ponte
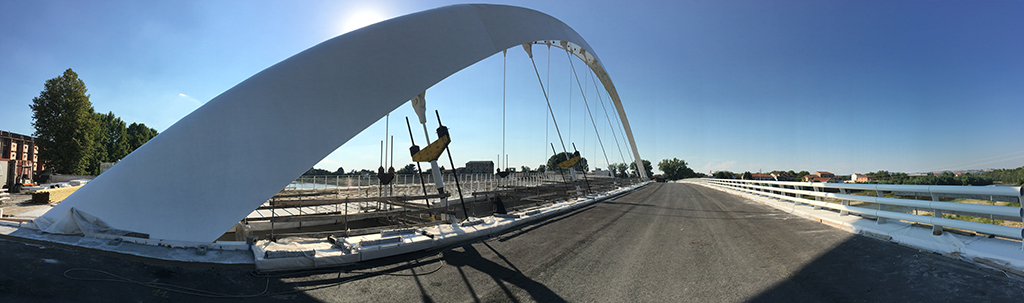
Piattaforma stradale del nuovo ponte
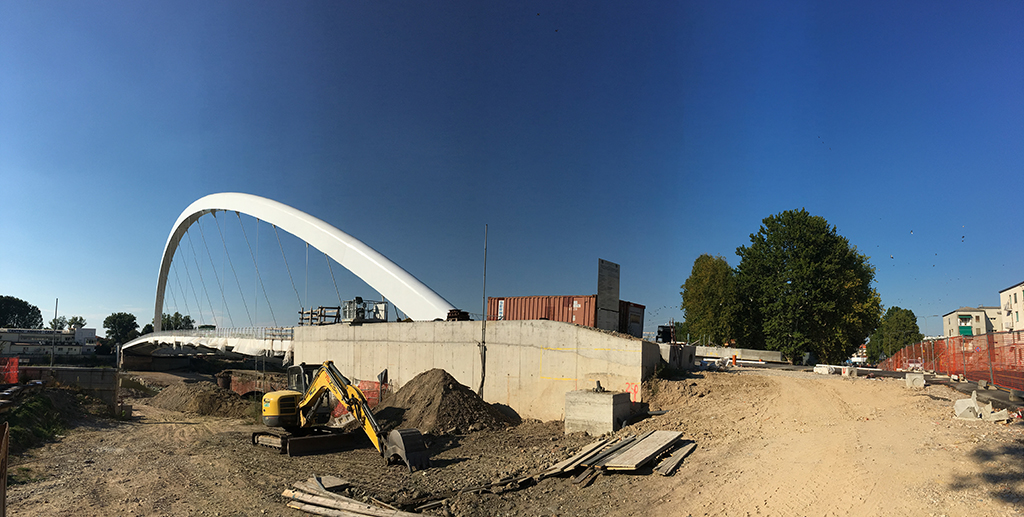
Visione d'insieme del cantiere in fase conclusiva